# Hällsboskogens naturreservat
Hällsboskogens naturreservat är ett naturreservat i Sigtuna kommun i Stockholms län.
Området är naturskyddat sedan 1997 och är 54 hektar stort. Reservatet omfattar kuperad terräng och består av tallskogar och mindre partier av granskog.